# Elias Lönnrot
Elias Lönnrot (ur. 9 kwietnia 1802, zm. 19 marca 1884) – fiński krawiec, poeta narodowy, lekarz i lingwista – autor Kalevali, czyli zbioru dawnych pieśni fińskich.
Urodzony 9 kwietnia 1802 w Sammati – gmina Haarijärvi w fińskim regionie Uusimaa.
Był bardzo zdolnym dzieckiem. W wieku 4 lat został nauczony sztuki pisania i czytania, w wieku 6 lat wyróżniał się w nauce szwedzkiego.
Jako dwunastolatek został oddany do dwuletniej szkoły w Tammisaari i ukończył ją z wyróżnieniem.
Do 1818 roku uczył się w szkole katedralnej w Turku. Pracował jako krawiec w rodzinnych okolicach. Następnie został przyjęty do liceum w Porvoo, pracował jako pomocnik aptekarza w Hämeenlinna. Jesienią 1822 rozpoczął edukację na uniwersytecie w Turku, w 1823 zdał egzamin stypendialny.
W 1824 opublikował pierwszy przekład poezji na szwedzki, zarabiał jako nauczyciel.
W 1827 ogłosił pracę magisterską: „De Väināmöine priscorum fennorum numine” (O Väinämöinenie, bóstwie dawnych Finów). Rok później wyruszył w podróż w celu zbierania pieśni i zaklęć.
W 1831 został sekretarzem Fińskiego Towarzystwa Literackiego. W 1832, będąc wykształconym lekarzem, ogłosił dysertację doktorską: „Om Finnarnes magiska medicin” (O magicznym lecznictwie u Finów).
W latach 1829–1831 opublikował Kantele – pierwszą czteroczęściową wersję pieśni ludowych zgromadzonych w wielu wyprawach. W 1833 został ukończony zbiór pieśni o Väinämöinenie i Lemminkäinenie, tzw. Prakalevala. Ostateczna wersja Kalevali opublikowana została w 1849 roku.
W latach 1853–62 był profesorem języka fińskiego i literatury fińskiej na uniwersytecie w Helsinkach. 
W latach 1866–1880 ogłosił „Finskt-svenskt lexikon” (Słownik fińsko-szwedzki), pierwsze naukowe źródło wiedzy o słownictwie języka fińskiego, które zapoczątkowało rozwój fińskiego języka literackiego. W 1872 odznaczony Pour le Mérite za Naukę i Sztukę.
W 1847 wziął ślub, miał cztery córki i syna. Po epidemii gruźlicy pozostała mu tylko córka Ida, która dużo podróżowała po Europie.
Sam Lönnrot umarł 18 marca 1884 w rodzinnej miejscowości.